# Песнь о Маншук
«Песнь о Маншук» — советский военный художественный фильм 1969 года, снятый на киностудии «Казахфильм» режиссёром Мажитом Бегалиным. Он повествует о Маншук Маметовой, пулемётчице 100-й отдельной стрелковой бригады Калининского фронта, героически погибшей в октябре 1943 года. Она стала первой казахской женщиной, которой было присвоено звание Герой Советского Союза.
Режиссёр Бегалин и Маметова служили в одной стрелковой бригаде, и он однажды видел её в штабе. В ходе боёв он был ранен и потерял правую руку. После этого был демобилизован и поступил во ВГИК. После окончания войны снял несколько военных фильмов. Сценаристом картины о Маметовой выступил Андрей Кончаловский, который в то время жил и работал в Средней Азии. Его жена Наталья Аринбасарова исполнила в нём главную женскую роль, а брат Никита Михалков — мужскую. Подготовка и работа над сценарием шла в 1967—1968 годах. Премьера фильма состоялась в октября 1970 года в Москве. Фильм был удостоен ряда призов и наград советских кинофестивалей и организаций.

## Над фильмом работали
Актёрский состав:
| Актёр                | Роль            |
| -------------------- | --------------- |
| Наталья Аринбасарова | Маншук Маметова |
| Никита Михалков      | Ежов            |
| Иван Рыжов           | Самсонов        |
| Виктор Авдюшко       | Суков           |
| Юрий Саранцев        | Ломов           |
| Нуржуман Ихтымбаев   | Джаркенбаев     |
| Фарида Шарипова      | мать Маншук     |
| Каукен Кенжетаев     | отец Маншук     |
| Олеся Иванова        | сумасшедшая     |
| Иван Дмитриев        | Максимов        |
| Николай Сергеев      | инженер         |
| Искандер Умурзаков   | Омар            |
| Виктор Баженов       | Стёпа           |
| Николай Сергеев      | инженер         |

Съёмочная группа
- режиссёр-постановщик: Мажит Бегалин
- автор сценария: Андрей Михалков-Кончаловский
- художник-постановщик: Виктор Леднев
- композитор: Эдуард Хагогортян
- оператор-постановщик: Абильтай Кастеев
- звукооператор: З. Абикенова

## Сюжет
Казашка Маншук Маметова боец Красной Армии, суровая и немногословная, но в то же время мечтательная и поэтическая девушка. Сначала она несла службу в штабе, но попросилась на передовую, где со временем была назначена командиром пулемётного расчёта. В одном из боёв она знакомится с разведчиком лейтенантом Валентином Ежовым, весёлым и общительным человеком, воюющим с первых дней Великой Отечественной. В ходе боя атака красногвардейцев была отбита и был получен приказ командира батальона отойти. Несмотря на это она отказывается покинуть место боя, и таким образом оставить пулемёт. В связи с этим земляк насильно оттаскивает её к своим.
Ежов постепенно влюбляется в Маншук и оказывает ей знаки внимания. Однако она внешне не реагирует, будучи сосредоточенной на борьбе с врагами. Её батальон получает приказ овладеть высотой, препятствующей успешному наступлению. Выполняя эту задачу, несмотря на полученные тяжёлые ранения, она в своём последнем бою до последнего патрона прикрывает огнём атаку подразделения. К ней прорывается Ежов, который единственный раз сумел её обнять, но только уже смертельно раненой.

## История создания

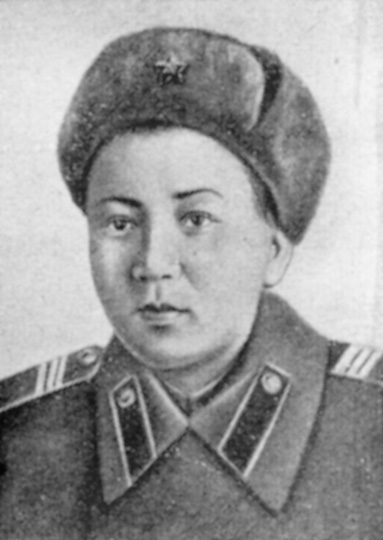
Маншук Маметова

### Историческая основа
Фильм посвящён советской и казахской национальной героине времён Великой Отечественной войны Маметовой Маншук Жиенгалиевне (Маметова Мансия Жиенгалеевна, каз. Мәметова Мәншүк Жиенғалиқызы), пулемётчице 100-й отдельной стрелковой бригады Калининского фронта. Многие подлинные факты и детали её жизни нашли отражение в фильме. Её отец Ахмет был репрессирован, но она старалась восстановить его честное имя. Она настояла на том, чтобы её взяли на фронт и воевать на передовой. Наибольшую известность получило её героическое поведение во время её последнего боя. 15 октября 1943 года в тяжёлых боях за освобождение города Невеля (Невельская наступательная операция) при обороне господствующей высоты, оставшись одна из пулемётного расчёта, будучи тяжело ранена осколком в голову, она пресекла контратаки противника и погибла смертью храбрых. Звание Героя Советского Союза гвардии старшему сержанту Маметовой присвоено указом Президиума Верховного Совета СССР от 1 марта 1944 года посмертно. Она стала первой женщиной из Казахстана, удостоенной этой высокой награды и почитается в стране в качестве национальной героини.

## Сценарий

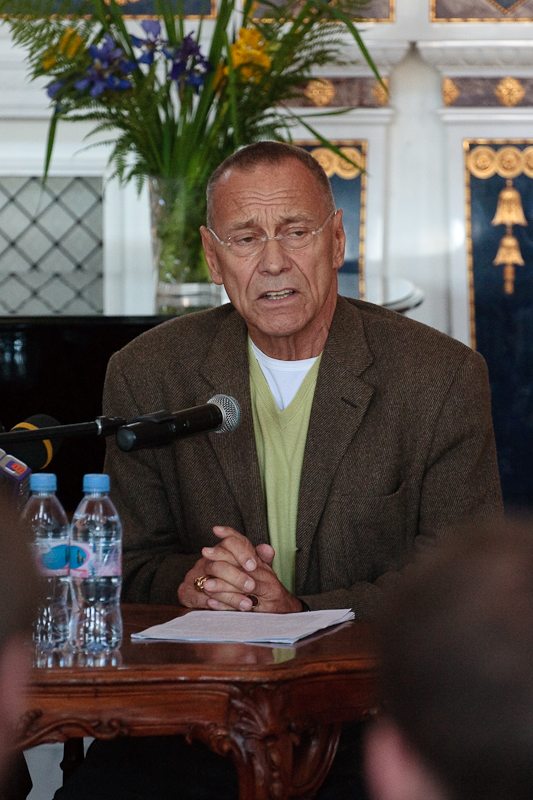
Андрей Кончаловский, 2010

Сценаристом фильма был назначен Андрей Михалков-Кончаловский, начинающий кинорежиссёр и сценарист, который проживал в то время в Средней Азии. Он дебютировал в полнометражном кино в качестве режиссёра своей дипломной работой в 1965 году фильмом «Первый учитель», снятого по одноимённой повести Чингиза Айтматова. В роли главной героини Алтынай он снял молодую балерину Наталию Аринбасарову. Своей игрой она заслужила серебряную медаль и Кубок Вольпи за лучшую женскую роль на Венецианском кинофестивале, состоявшемся в 1966 году. Они познакомились в феврале 1964 году в связи с выбором актрисы на главную роль. После этого, несмотря на противодействие её семьи, они поженились. Брак, в котором родился сын Егор Кончаловский, продлился пять лет. Когда они расходились Кончаловский в качестве «прощального» сценария специально для неё написал роль Маншук Маметовой — национальной казахской героини. Во многом он получился автобиографическим: «Сценарий я населил многими своими друзьями и знакомыми. Там был и Валя Ежов (фамилия героя тоже была Ежов)». Эту роль сыграл младший брат Кончаловского — Никита Михалков.
Подготовка сценария фильма шла в 1967—1968 годах. Он имел несколько вариантов названия. Так, первоначально он назывался «Последний день Маншук». Но в официальных документах по студии он фигурировал позже как «Последний день героини», «Один день героини», «Наша Маншук». Создатели фильма стремились к созданию полноценного образа героини, а не только истории о её воинском подвиге. В связи с этим посредством воспоминаний должны были быть представлены её жизнь в родном Казахстане. Это осложнялась тем, что её отец Ахмет Маметов за несколько лет до начала войны был репрессирован. Кончаловский стремился показать всю трагичность образа Маншук: её отец объявлен врагом народа, а она добровольно вызывается защищать страну от вражеского нашествия, идёт на передовую. Во время обсуждения киносценария, состоявшегося 10 января 1968 года, он высказал свои мотивы: «Она нам нужна как живое действующее лицо. Это очень важный вопрос. Сейчас речь идёт о важной большой вещи. Её отец расстрелян, а она идет защищать Родину. Она дочь „врага народа“, но она пошла защищать Родину…» Кончаловского волновала её история, ему казалось, что без её стремления доказать, что её отец был незаконно репрессирован невозможно писать сценарий.
В ходе работы сценарист встречался с Аминой Маметовой — матерью Маншук, её биографией, изучал письма, которые она писала с фронта домой. Некоторые детали из них вошли в картину (эпизод о том как с родины в посылке пришли знаменитые алма-атинские яблоки апорт, её воспоминания и сны об отце, родных.

### Съёмки
Режиссёром фильма был назначен Мажит Бегалин, фронтовик, потерявший в боях за Великие Луки правую руку, после чего был демобилизован. После этого он поступил во ВГИК учиться на режиссёра. Фильм о легендарной пулемётчице стал для него глубоко личным. Он, так же как Маметова, служил в 100-й отдельной стрелковой бригаде. Она была сформирована в Казахстане, и подавляющее большинство личного состава в ней составляли казахи. В связи с этим её зачастую называют 100-й Казахской (или национальной) стрелковой бригадой. Он и его героиня ровесники — оба 1922 года рождения. Кроме того, как он отмечал, он видел её в штабе подразделения, когда она ещё проходила там службу, до того как она стала пулемётчицей. У Бегалина уже был опыт работы над военными фильмами. В 1948 году он успешно окончил режиссёрский факультет ВГИКа. После окончания учёбы работал на киностудии Мосфильм, был вторым режиссёром в фильмах «Молодая гвардия» (1948), который снимал его педагог Сергей Герасимов, и «Падение Берлина» (1949) Михаила Чиаурели. Вернувшись в Казахстан, с 1949 года работал художественным руководителем на киностудии «Казахфильм». В 1967 году поставил фильм «За нами Москва», основанный на материале книг Бауыржана Момышулы, панфиловца. Он был посвящён легендарной Панфиловской дивизии, сформированной в Алма-Ате. Она храбро сражалась на волоколамском направлении под Москвой в 1941 году, остановила фашистов и перешла в контрнаступление.
После утверждения сценария, в декабре 1968 года, съемочная группа отправилась в Москву для определения мест натурных съёмок. Актриса Аринбасарова с благодарностью вспоминала роль режиссёра в её становлении, обогащении жизненным опытом: «Меня всегда поддерживала мысль, что рядом находится такой сильный человек, который всё знает, и как большой мудрец, не позволит мне сделать что-то неправильно, сфальшивить, я чувствовала уверенность и спокойствие от того, что в его присутствии всё идет правильно…» Она говорила, что несмотря на отражение многих подлинных биографических деталей из жизни Маметовой, она стремилась сыграть собирательный образ юных героев: «Когда началась война, вчерашние школьники, почти дети, воспитанные на примерах героев Октябрьской революции и Гражданской войны, рвались на фронт, они считали честью совершить подвиг во имя Родины. Моя Маншук была одной из них». На актрису также произвели большое впечатление следы зверств нацистов в Белоруссии, где снимался фильм. Поэтому, говорила актриса, она не имела права сыграть плохо, стремилась к достоверности образа. Режиссёр учил её наматывать портянки на ноги и она их носила, несмотря на то, что её костюмерша возражала и говорила, что носки в сапогах никто не увидит. Она училась владению различными видами оружия, метать гранаты, ползать по-пластунски. Разобралась в использовании пулемёта Максима, который весил больше её, его сборке и разборке. Съёмки давались ей очень тяжело физически, но она не сдавалась. В некоторых сценах таскала за собой пулемёт в гору в полной амуниции. Вспоминая свои нагрузки во время создания фильма она позже говорила: «Когда после съёмок приезжала в гостиницу, не было сил даже раздеться: падала на коврик, спала какое-то время и только потом шла в душ».
25 ноября 1969 года состоялось заседание Художественного совета киностудии по поводу обсуждения фильма, на котором он был одобрен, звучали положительные и признания в качестве нового явления в казахстанском кинематографе. Премьера фильма состоялась 16 октября 1970 года в Москве.

## Приём и критика
Художественный совет киностудии «Казахфильм» высоко оценил работу Бегалина, отметив, что в фильме воплотился его богатый предшествующий опыт и он является его творческой удачей:
Цельность кинематографического мышления, сочетание документальной событийности и выразительности художественных деталей, уверенность в работе с актёром, с учётом индивидуальности, лаконизм и внутреннее напряжение батальных сцен — всё это достаточная характеристика вдумчивой и профессиональной режиссёрской работы.
Аринбасарова называла фильм «поэтичным, лирическим». Среди её многочисленных актёрских работ роль в нём для неё стала самой любимой: «Мажекен дал мне возможность так прожить эту роль, что казалось, я сама участвовала в боях Великой Отечественной войны». Критик А. Зоркий в своей статье «Истоки героизма» также характеризовал картину как поэтическую, отмечая в этой связи, что уже само название, где присутствует «песнь» символизирует жанр: «Песнь — означает и нашу любовь к героине, и наше стремление не рассказать приземлённо, а словно пропеть её короткую и красивую жизнь».

## Награды
- 1970. Премия Ленинского комсомола Казахстана — актриса Наталья Аринбасарова
- 1970. Вторая премия IV Всесоюзного кинофестиваля в Минске — актриса Наталья Аринбасарова
- 1970. Диплом Главного политического управления Советской армии и Военно-морского флота IV Всесоюзном кинофестивале в Минске
- 1972. Серебряная медаль им. А. П. Довженко за фильм на героико-патриотическую тему — актриса Наталья Аринбасарова и режиссёр Мажит Бегалин[2]

### Комментарии
1. ↑  Расчет станкового пулемета состоял из двух человек: наводчика и заряжающего
2. ↑  Постановления Государственного Комитета Обороны (ГКО), определявшие призыв женщин на военную службу (В 1942 году их было три) не предусматривали использование женщин в боевых частях и подразделениях, за исключением ВВС[4]

### Сноски
1. 1 2  Коллектив авторов, 1995, с. 216.
2. 1 2  Коллектив авторов, 1995, с. 216—217.
3. ↑  Маметова Маншук Жиенгалеевна. www.warheroes.ru. Дата обращения: 4 апреля 2021. Архивировано 25 июля 2002 года.
4. ↑  О мобилизации женщин на разных этапах Великой Отечественной войны. Дата обращения: 5 апреля 2021. Архивировано 5 марта 2021 года.
5. ↑  Герои Советского Союза, Т. 2, 1988, с. 31.
6. ↑  Алимкулова, 2007, с. 63—64.
7. ↑  В Казахстане отмечают День Победы. Деловой портал Капитал.кз. Дата обращения: 5 апреля 2021. Архивировано 18 января 2021 года.
8. 1 2 3  Шимырбаева, Галия. Загадка Натальи Аринбасаровой. Казахстанская правда (27 ноября 2020). Архивировано 4 апреля 2021 года.
9. ↑  Кончаловский, 1999, с. 34.
10. 1 2 3 4 5 6 7  О маленьком, но отважном солдате. Фильму «Песнь о Маншук» 50 лет. Mix.tn.kz. Дата обращения: 5 апреля 2021. Архивировано 9 мая 2021 года.
11. ↑  Второй прорыв фильма «За нами Москва» случится спустя более 40 лет. Радио Азаттык. Дата обращения: 5 апреля 2021. Архивировано 11 апреля 2021 года.
12. 1 2  Малышев, 2018.
13. ↑  Зоркий, 1970, с. 91.